# 33625 Slepyan
33625 Slepyan este o planetă minoră (asteroid), cu un diametru de 2,124 km, din centura de asteroizi. A fost descoperită pe 12 mai 1999 la Experimental Test Site⁠(d) de Lincoln Near-Earth Asteroid Research. 
Obiectul prezintă o orbită caracterizată de o semiaxă mare de 2,3596709 UAi, o excentricitate de 0,06, o înclinație de 3,96861 ° în raport cu ecliptica.